# Shijimiaeoides
Shijimiaeoides là một chi bướm ngày thuộc họ Lycaenidae.